# Madona de Altenmarkt
La Madona de Altenmarkt (en alemán: Altenmarkter Madonna) es una imagen de la Virgen con el Niño venerada en la Iglesia de la Natividad de Nuestra Señora, en Altenmarkt im Pongau, Salzburgo (Austria).

## Historia
Se conoce que la imagen fue creada por un escultor anónimo en 1393 y que fue probablemente importada de Praga. El 14 de agosto del mismo año, el nuncio papal Ubaldinus da Torres redactó una carta de indulgencia en el Vyšehrad declarando que todos aquellos que rezasen frente a la milagrosa imagen de la Madona recibirían una indulgencia. 
La estatua estuvo durante mucho tiempo situada en el coro, siendo traslada en 1638 a un altar lateral, obra del escultor Hans Pernegger.

## Descripción
La escultura, de 88 centímetros de altura y realizada en piedra caliza pulida, se encuadra en el estilo de las bellas Madonas, una corriente artística surgida en torno a 1400. El Niño Jesús aparece desnudo y sosteniendo con la mano izquierda una manzana, representación del fruto prohibido que probaron Adán y Eva cuando cometieron el pecado original, mientras que con la mano derecha agarra el dobladillo del manto de la Virgen, quien figura en contrapposto, característica presente en todas las bellas Madonas.

## Festividad
La Madona de Altenmarkt es sacada en procesión el 15 de agosto, día de la Asunción.